# Tim Potter
Tim Potter (Nottingham, 1959) è un attore britannico, attivo in cinema, teatro e televisione.

## Filmografia parziale

### Cinema
- Entrapment, regia di Jon Amiel (1999)
- Neverland - Un sogno per la vita (Finding Neverland), regia di Marc Forster (2004)
- Miss Pettigrew (Miss Pettigrew Lives for a Day), regia di Bharat Nalluri (2008)
- Una notte con la regina (A Royal Night Out), regia di Julian Jarrold (2015)

### Televisione
- Alice nel Paese delle Meraviglie (Alice in Wonderland), regia di Nick Willing – film TV (1999)
- Canto di Natale (A Christmas Carol), regia di David Jones – film TV (1999)
- I mondi infiniti di H.G. Wells (The Infinite Worlds of H. G. Wells), regia di Robert Young – miniserie TV (2001)
- New Tricks - Nuove tracce per vecchie volpi (New Tricks) – serie TV, episodio 11x01 (2014)
- House of the Dragon – serie TV, episodio 2x07 (2024)